# Třída James Madison
Třída James Madison byla americká třída raketonosných ponorek s jaderným pohonem z éry studené války. V letech 1962–1964 bylo postaveno celkem deset ponorek této třídy. Američané je provozovali v letech 1964–1995. Vyřazovány byly počínaje rokem 1987. Jako poslední byl v roce 1994 vyřazen Stonewall Jackson. Po vyřazení bylo devět jednotek odesláno do recyklačního programu k sešrotování. Zbývající ponorka Sam Rayburn byla do roku 2021 využívána jako stacionární cvičné plavidlo (MTS-635).

## Stavba
Celkem bylo postaveno deset ponorek této třídy. Do jejich stavby se zapojily loděnice General Dynamics Electric Boat v Grotonu ve státě Connecticut, Newport News Shipbuilding v Newport News ve Virginii, Mare Island Naval Shipyard ve Vallejo v Kalifornii a Portsmouth Naval Shipyard v Kittery v Maine. Do služby byly přijaty roku 1964.
Jednotky třídy James Madison:
| Jméno                            | Loděnice                       | Založení kýlu    | Spuštěna           | Vstup do služby   | Status        |
| -------------------------------- | ------------------------------ | ---------------- | ------------------ | ----------------- | ------------- |
| USS James Madison (SSBN-627)     | Newport News Shipbuilding      | 5. března 1961   | 15. března 1963    | 28. července 1964 | vyřazena      |
| USS Tecumseh (SSBN-628)          | General Dynamics Electric Boat | 1. června 1962   | 22. června 1963    | 29. května 1964   | vyřazena      |
| USS Daniel Boone (SSBN-629)      | Mare Island Naval Shipyard     | 6. února 1962    | 22. června 1963    | 23. dubna 1964    | vyřazena      |
| USS John C. Calhoun (SSBN-630)   | Newport News Shipbuilding      | 4. června 1962   | 22. června 1963    | 15. září 1964     | vyřazena      |
| USS Ulysses S. Grant (SSBN-631)  | General Dynamics Electric Boat | 18. srpna 1962   | 2. listopadu 1963  | 17. července 1964 | vyřazena      |
| USS Von Steuben (SSBN-632)       | Newport News Shipbuilding      | 4. září 1962     | 18. října 1963     | 30. září 1964     | vyřazena      |
| USS Casimir Pulaski (SSBN-633)   | General Dynamics Electric Boat | 12. ledna 1963   | 1. února 1964      | 14. srpna 1964    | vyřazena      |
| USS Stonewall Jackson (SSBN-634) | Mare Island Naval Shipyard     | 4. července 1962 | 30. listopadu 1963 | 26. srpna 1964    | vyřazena 1994 |
| USS Sam Rayburn (SSBN-635)       | Newport News Shipbuilding      | 3. prosince 1962 | 20. prosince 1963  | 2. prosince 1964  | vyřazena      |
| USS Nathanael Greene (SSBN-636)  | Portsmouth Naval Shipyard      | 21. května 1962  | 12. května 1964    | 19. prosince 1964 | vyřazena      |

## Konstrukce

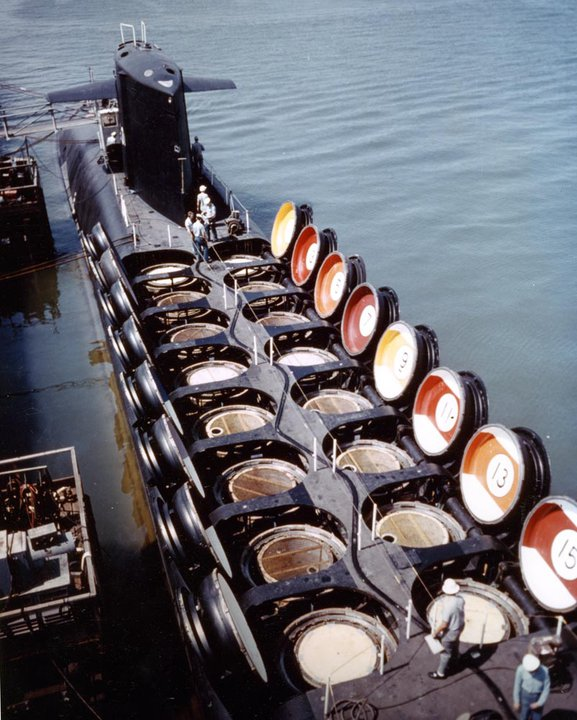
USS Sam Rayburn (SSBN-635)

Od třídy Lafayette se lišily pouze složením elektroniky. Výzbroj představovaly čtyři příďové 533mm torpédomety. Ve dvou řadách po osmi silech bylo za velitelskou věží ponorky umístěno šestnáct balistických raket Polaris A-3. Během služby je nahradily rakety Poseidon C-3. Šest lodí — Daniel Boone, John C. Calhoun, Stonewall Jackson, James Madison, Von Steuben a Casimir Pulanski — bylo na přelomu 70. a 80. let upravováno pro nesení balistických raket Trident I. Pohonný systém tvořil jaderný reaktor typu S5W a dvě turbíny. Lodní šroub byl jeden. Nejvyšší rychlost ponorky byla 18 uzlů na hladině a 25 uzlů pod hladinou.